# Bojidar Milenkov
Bojidar Milenkov (n. 1 decembrie 1954) este un canoist ce a reprezentat Bulgaria, medaliat olimpic. A participat la două ediții ale Jocurilor Olimpice (1976, 1980) în care a câștigat o medalie de bronz.